# Julianne Moore
Julie Anne Smith (Fayetteville, Carolina del Norte, 3 de diciembre de 1960), conocida por su nombre artístico Julianne Moore, es una actriz y productora estadounidense, una de las pocas actrices que ha ganado los cuatro premios más importantes de la industria cinematográfica: el Premio Óscar, los Globos de Oro, el Premio BAFTA y el Premio del Sindicato de Actores por sus interpretaciones en diversos papeles. También ha sido galardonada con un premio Primetime Emmy, la Copa Volpi a la mejor actriz, el Premio del Festival de Cannes a la mejor actriz y el Oso de plata del Festival Internacional de Cine de Berlín. Desde 2008, es embajadora de la ONG Save the Children.
Es conocida por su participación en películas como The Lost World: Jurassic Park (1997), Boogie Nights (1997), Magnolia (1999), Hannibal (2001), Las horas (2002), Far from Heaven (2002), Children of Men (2006), A Single Man (2009), The Kids Are All Right (2011), Carrie (2013), Maps to the Stars (2014), Still Alice (2014), Los juegos del hambre: sinsajo - Parte 1 (2014), Sinsajo - Parte 2 (2015), Freeheld (2015) y La habitación de al lado (2024).

## Primeros años
Julianne Moore nació en Fayetteville, Carolina del Norte, Estados Unidos. Hija de Peter Moore Smith, coronel del Ejército de los Estados Unidos y juez militar, y de Ann Love Smith, psicóloga y trabajadora social nacida en Escocia y emigrada a Estados Unidos en 1952. Tiene dos hermanos menores, Peter Moore Smith y Valerie. A causa del trabajo de su padre, vivió en su juventud en más de una docena de sitios de Estados Unidos y acudió a más de nueve colegios diferentes. Estuvo durante más de un año y medio en Juneau, Alaska, donde asistió a la escuela entre 1971 y 1972. Estudió en el American Institute de Fráncfort del Meno, Alemania del Oeste en 1979. Posteriormente se licenció en Bellas Artes en la Boston University. En 1983 se trasladó a Nueva York, donde trabajó como camarera hasta que le llegó la oportunidad de convertirse en actriz.

## Carrera

### Cine
Uno de los primeros trabajos de Julianne Moore en el cine fue con el personaje de Marlene Craven en la película La mano que mece la cuna (1992), protagonizada por Rebecca De Mornay y dirigida por Curtis Hanson. Al año siguiente participó en El cuerpo del delito (1993) en la que también aparecían Madonna y Willem Dafoe. Ese mismo año interpretó a la Dra. Anne Eastman en El fugitivo, con Harrison Ford y Tommy Lee Jones. Posteriormente protagonizaría la comedia romántica Nueve meses (1995), con Hugh Grant, y la película de acción Asesinos (1995), junto a Sylvester Stallone y Antonio Banderas, siendo una de las películas peor valoradas de su carrera por la prensa especializada.

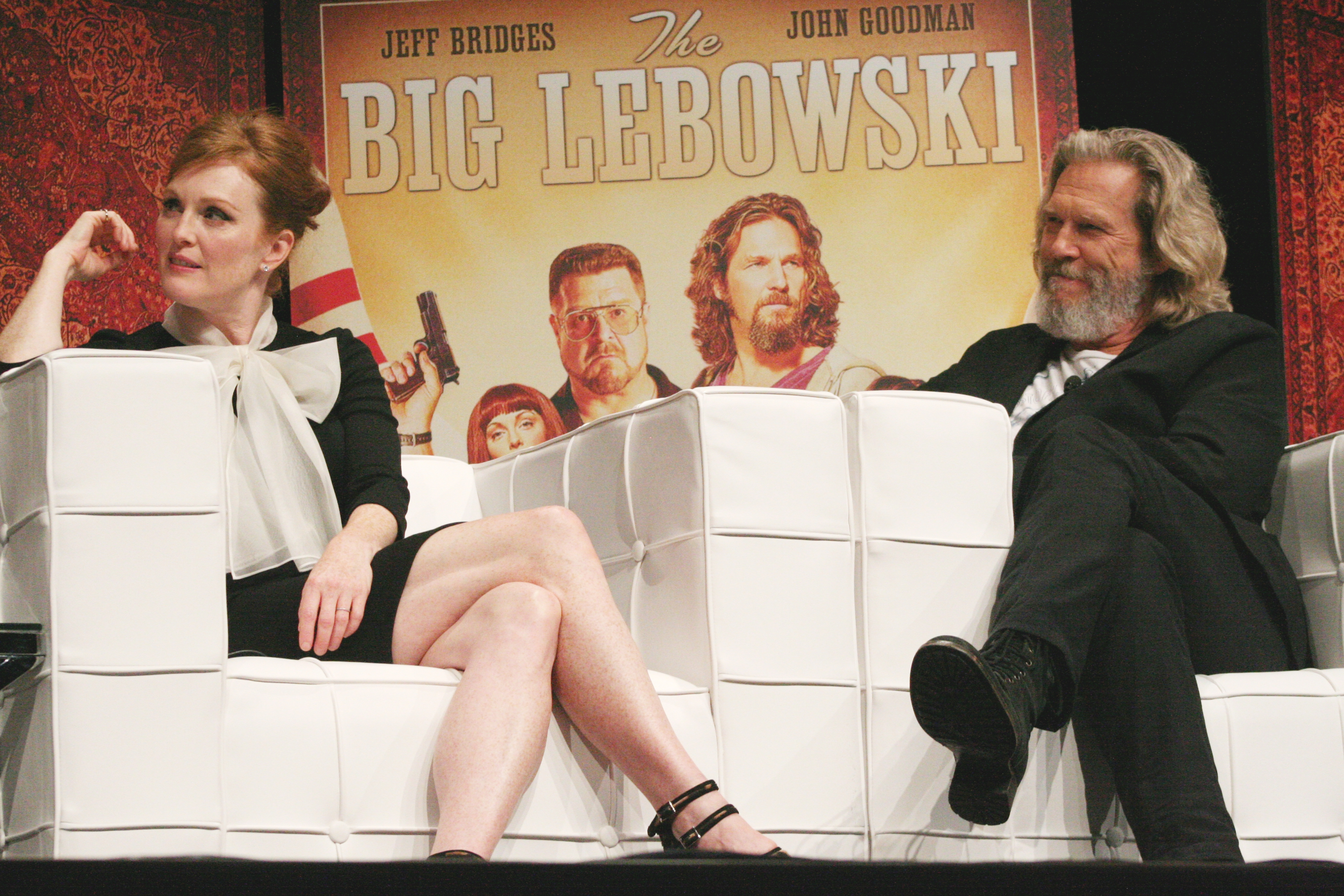
Julianne Moore y Jeff Bridges en el Lebowski Fest de 2011.

En 1997 trabajó a las órdenes de Steven Spielberg en Jurassic Park: The Lost World, de la que el crítico James Kendrick dijo: «Jurassic Park: The Lost World es una cinta de acción y aventura tremendamente disfrutable». Actualmente sigue siendo el film más taquillero de su trayectoria en Estados Unidos, con 229 millones de dólares. Ese mismo año protagonizó Boogie Nights, dando vida a la actriz porno Amber Waves, interpretación que le valió una candidatura al Óscar a la mejor actriz de reparto y al Globo de Oro en la misma categoría. Compartió protagonismo con Mark Wahlberg, Don Cheadle y Burt Reynolds. También intervino en The Big Lebowski (1998), de los hermanos Coen, en la que formó parte de un reparto que estaba encabezado por Jeff Bridges y John Goodman, y en A Map of the World (1999) al lado de Sigourney Weaver.

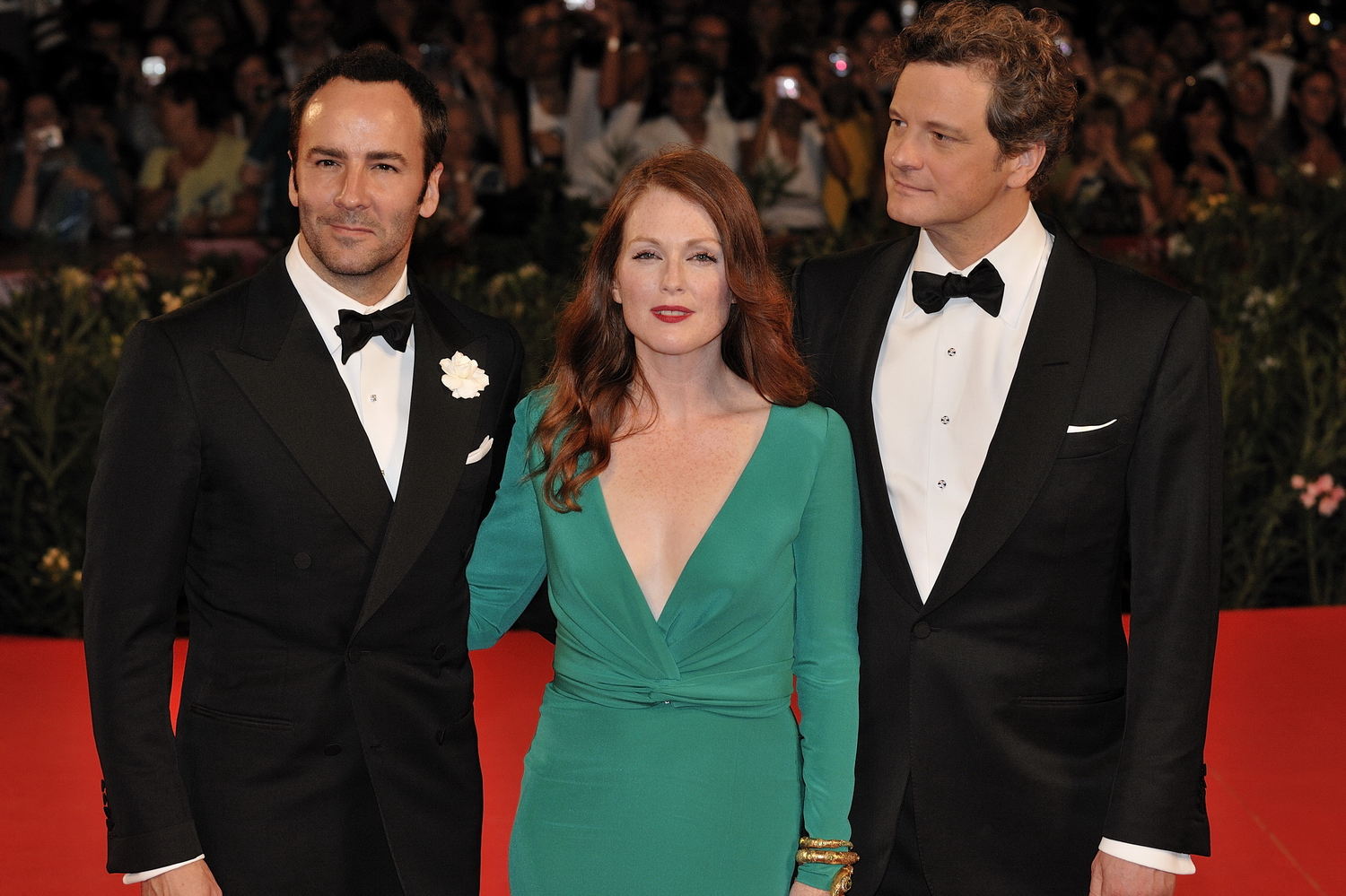
Julianne Moore junto a Tom Ford y Colin Firth en Festival de Cine de Venecia, el 10 de septiembre de 2009.

Volvió a cosechar candidaturas en diferentes premios como en los Óscar, en la categoría de mejor actriz, al Globo de Oro a la mejor actriz en drama, al Premio del Sindicato de Actores a la mejor actriz y al BAFTA a la mejor actriz por su interpretación de Sarah Miles en The End of the Affair (1999). En ella compartía cartel con Ralph Fiennes y de la que el crítico cinematografíco Christopher Brandon dijo: «Moore y Fiennes realizan unas apasionadas y sexys interpretaciones». También fue candidata en 1999 al Premio del Sindicato de Actores a la mejor actriz de reparto por Magnolia (1999). Después llegarían Hannibal (2001), al lado de Anthony Hopkins y donde interpretó a Clarice Starling. Le siguió la comedia Evolution (2001) dirigida por Ivan Reitman. En 2002 estrenó Las horas, junto a Meryl Streep y Nicole Kidman, y Far from Heaven, con Dennis Quaid. Fue nuevamente candidata al Óscar por ambas actuaciones, en las categorías de mejor actriz y mejor actriz de reparto, siendo una de las pocas actrices en conseguir una doble nominación en un mismo año. También cosechó candidaturas a los Premios del Sindicato de Actores como mejor actriz y mejor actriz de reparto y a los Globos de Oro como mejor actriz en drama y como mejor actriz de reparto, respectivamente. Jeffrey Overstreet escribió: «La mejor razón para ver la película es observar una de las mejores interpretaciones de Julianne Moore», a raíz de su participación en Far from Heaven.
En los años siguientes intervendría en películas como The Forgotten (2004) o Children of Men (2006), con Michael Caine y Clive Owen. También participó en la película de acción Next (2007), donde compartía protagonismo con Nicolas Cage. En 2009 intervino en un personaje secundario en el debut cinematográfico de Tom Ford con A Single Man, protagonizado por Colin Firth, siendo nuevamente candidata al Globo de Oro a la mejor actriz de reparto. En 2010 estrenó The Kids Are All Right, con Annette Bening y Mark Ruffalo, siendo la cinta mejor valorada de carrera profesional. El 2 de noviembre de 2010 recibió el premio Marco Aurelio, en el Festival de Cine de Roma, por su carrera cinematográfica, convirtiéndose así en la actriz más joven en recibir dicho galardón. Formó parte del reparto coral de la comedia romántica Crazy, Stupid, Love (2011), en la que interpretaba a la esposa de Steve Carell.
En 2013 participa en la película Italiana 666 espíritus donde encarna a una doctora que intenta investigar el extraño comportamiento de un paciente. El 3 de octubre de 2013 fue galardonada con una Estrella en el Paseo de la Fama de Hollywood.

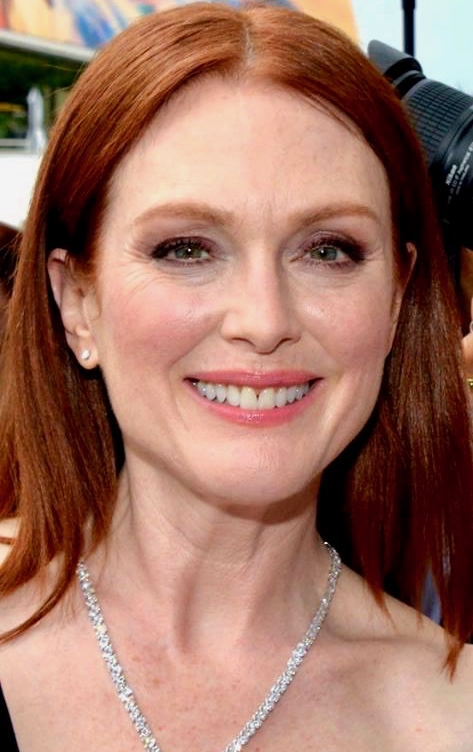
Moore en la edición 2018 Cannes Film Festival

El 22 de febrero de 2015 recibió el Óscar a Mejor actriz por su actuación en Still Alice. En junio de 2021 la actriz estrena La historia de Lisey, una serie basada en una novela de Stephen King, producida y protagonizada por ella, que relata la historia de amor entre un escritor y su viuda y heredera.
En julio de 2022 se anunció que asumiría la presidencia del Jurado Internacional de la 79 Mostra de Cine de Venecia convocada para entre 31 de agosto y el 10 de septiembre. En 2023, Moore protagonizó la película de suspenso Sharper (2023) para Apple TV+, que tuvo críticas modestas. Además, una vez más, colaboró con Todd Haynes en May December, un drama coprotagonizado junto a Natalie Portman, en el que interpretó a una mujer casada con un hombre mucho más joven. Moore estuvo encantada de interpretar a un personaje transgresor y la encontró "increíblemente complicado y convincente". Papel que le valió su undécima nominación a los Premios Globo de Oro. Además terminó de rodar el thriller de Apple TV+, Echo Valley.
En 2024, se confirmó su participación en la nueva película de Pedro Almodóvar, La habitación de al lado, coprotagonizado junto a Tilda Swinton. Además, protagoniza una nueva miniserie de drama histórico, Mary & George, donde interpreta a Mary Villiers junto a Nicholas Galitzine como George Villiers; esta producción fue estrenada en marzo de 2024 en la plataforma Sky-ShowTime.

### Escritura
Moore escribió varios libros infantiles, entre ellos Freckleface Strawberry, publicado en 2007, y Freckleface Strawberry and the Dodgeball Bully, publicado en 2009. En 2025, por decreto del presidente Donald Trump a través del Departamento de Defensa, se prohibieron libros infantiles que abarquen temas relacionados con la equidad y la discriminación, e incluyó Freckleface Strawberry dentro de la lista. Moore compartió la noticia a través de su cuenta de Instagram, declarando que estaba en shock.

## Vida personal
Ha contraído matrimonio en dos ocasiones. La primera con John Gould Rubin el 3 de mayo de 1986, del que se divorció en agosto de 1995: "Me casé demasiado pronto y realmente no quería estar allí", explicó entonces. La segunda se ocurrió el 23 de agosto de 2003, con Bart Freundlich, con quien tuvo dos hijos, Caleb Freundlich (nacido el 4 de diciembre de 1997) y Liv Freundlich (nacida el 11 de abril de 2002). Mientras criaba a los niños, Moore habló sobre cómo esto afectó sus elecciones profesionales, diciendo que seleccionó personajes que fuesen prácticos para ella como madre y no requería que estuviera ausente por largos períodos de tiempo. Actualmente reside con su familia en la ciudad de Nueva York.

## Filmografía

### Cine
| Año  | Título                                | Personaje                   | Notas                           |
| 1990 | Tales from the Darkside: The Movie    | Susan                       |                                 |
| 1992 | The Gun in Betty Lou's Handbag        | Elinor                      |                                 |
| 1992 | The Hand That Rocks the Cradle        | Marlene Craven              |                                 |
| 1993 | Short Cuts                            | Marian Wyman                |                                 |
| 1993 | The Fugitive                          | Dra. Anne Eastman           |                                 |
| 1993 | Benny & Joon                          | Ruthie                      |                                 |
| 1993 | Body of Evidence                      | Sharon Dulaney              |                                 |
| 1994 | Vanya on 42th Street                  | Yelena                      |                                 |
| 1995 | Assassins                             | Anna / Electra              |                                 |
| 1995 | Nine Months                           | Rebecca Taylor              |                                 |
| 1995 | Safe                                  | Carol White                 |                                 |
| 1995 | Roommates                             | Beth Holzcek                |                                 |
| 1996 | Surviving Picasso                     | Dora Maar                   |                                 |
| 1997 | Boogie Nights                         | Amber Waves                 |                                 |
| 1997 | The Myth of Fingerprints              | Mia                         |                                 |
| 1997 | The Lost World: Jurassic Park         | Dra. Sarah Harding          |                                 |
| 1998 | Psycho                                | Lila Crane                  |                                 |
| 1998 | The Big Lebowski                      | Maude Lebowski              |                                 |
| 1999 | Magnolia                              | Linda Partridge             |                                 |
| 1999 | The End of the Affair                 | Sarah Miles                 |                                 |
| 1999 | A Map of the World                    | Theresa Collins             |                                 |
| 1999 | An Ideal Husband                      | Mrs. Laura Cheveley         |                                 |
| 1999 | Cookie's Fortune                      | Cora Duvall                 |                                 |
| 2000 | The Ladies Man                        | Audrey                      |                                 |
| 2001 | The Shipping News                     | Wavey Prowse                |                                 |
| 2001 | World Traveler                        | Dulcie                      |                                 |
| 2001 | Evolution                             | Dra. Allison Reed           |                                 |
| 2001 | Hannibal                              | Clarice Starling            |                                 |
| 2002 | The Hours                             | Laura Brown                 |                                 |
| 2002 | Far from Heaven                       | Cathy Whitaker              |                                 |
| 2004 | Marie and Bruce                       | Marie                       | También productora ejecutiva    |
| 2004 | The Forgotten                         | Telly Paretta               |                                 |
| 2004 | Laws of Attraction                    | Audrey Woods                |                                 |
| 2005 | Trust the Man                         | Rebecca Pollack             |                                 |
| 2005 | The Prize Winner of Defiance, Ohio    | Evelyn Ryan                 |                                 |
| 2006 | Children of Men                       | Julian Taylor               |                                 |
| 2006 | Freedomland                           | Brenda Martin               |                                 |
| 2007 | I'm Not There                         | Alice Fabian                |                                 |
| 2007 | Next                                  | Callie Ferris               |                                 |
| 2007 | Savage Grace                          | Barbara Daly Baekeland      |                                 |
| 2008 | Eagle Eye                             | Ordenador ARIIA             | Actuación de voz; sin acreditar |
| 2008 | Blindness                             | Esposa del médico           |                                 |
| 2009 | A Single Man                          | Charlotte «Charley» Roberts |                                 |
| 2009 | The Private Lives of Pippa Lee        | Kat                         |                                 |
| 2009 | Chloe                                 | Catherine Stewart           |                                 |
| 2010 | The Kids Are All Right                | Jules Allgood               |                                 |
| 2010 | Shelter                               | Cara Harding                |                                 |
| 2011 | Crazy, Stupid, Love                   | Emily Weaver                |                                 |
| 2012 | What Maisie Knew                      | Susanna                     |                                 |
| 2012 | Being Flynn                           | Jody Flynn                  |                                 |
| 2013 | Carrie                                | Margaret White              |                                 |
| 2013 | Don Jon                               | Esther                      |                                 |
| 2013 | The English Teacher                   | Linda Sinclair              |                                 |
| 2014 | Seventh Son                           | Madre Malkin                |                                 |
| 2014 | The Hunger Games: Mockingjay – Part 1 | Alma Coin                   |                                 |
| 2014 | Maps to the Stars                     | Havana Segrand              |                                 |
| 2014 | Still Alice                           | Alice Howland               |                                 |
| 2014 | Non-Stop                              | Jen Summers                 |                                 |
| 2015 | Maggie's Plan                         | Georgette Nørgaard          |                                 |
| 2015 | The Hunger Games: Mockingjay – Part 2 | Alma Coin                   |                                 |
| 2015 | Freeheld                              | Laurel Hester               |                                 |
| 2017 | Wonderstruck                          | Lillian Mayhew              |                                 |
| 2017 | Suburbicon                            | Rose / Margaret             |                                 |
| 2017 | Kingsman: The Golden Circle           | Poppy Adams                 |                                 |
| 2018 | Bel Canto                             | Roxanne Coss                |                                 |
| 2018 | Gloria Bell                           | Gloria Bell                 | También productora ejecutiva    |
| 2019 | The Staggering Girl                   | Francesca Moretti           | Cortometraje                    |
| 2019 | After the Wedding                     | Theresa Young               | También productora              |
| 2020 | The Glorias                           | Gloria Steinem              |                                 |
| 2021 | The Woman in the Window               | Katie / Jane Russell        |                                 |
| 2021 | Dear Evan Hansen                      | Heidi Hansen                |                                 |
| 2021 | Spirit Untamed                        | Cora Prescott               | Actuación de voz                |
| 2022 | When You Finish Saving the World      | Evelyn Katz                 | También productora              |
| 2023 | Sharper                               | Madeline                    |                                 |
| 2023 | May December                          | Gracie Atherton-Yoo         |                                 |
| 2024 | La habitación de al lado              | Ingrid                      |                                 |
| 2025 | Echo Valley                           | Kate Garrett                | Pendiente de estreno            |

### Televisión
| Año             | Título               | Personaje                       | Notas                                        | Ref(s).       |
| 1984            | The Edge of Night    | Carmen Engler                   | 7 episodios                                  | [ 37 ] [ 38 ] |
| 1985–1988; 2010 | As the World Turns   | Frannie Hughes / Sabrina Hughes | Elenco recurrente                            | [ 37 ] [ 39 ] |
| 1987            | I'll Take Manhattan  | India West                      | Elenco principal (miniserie)                 | [ 40 ]        |
| 1989            | Money, Power, Murder | Peggy Lynn Brady                | Película para televisión                     | [ 41 ] [ 42 ] |
| 1990            | B.L. Stryker         | Tina                            | Episodio: «High Rise»                        | [ 43 ]        |
| 1991            | The Last to Go       | Marcy                           | Película para televisión                     | [ 44 ] [ 45 ] |
| 1991            | Cast a Deadly Spell  | Connie Stone                    | Película para televisión                     | [ 46 ]        |
| 1998            | Saturday Night Live  | Ella misma / Presentadora       | Episodio: «Julianne Moore / Backstreet Boys» | [ 47 ]        |
| 2004            | Sesame Street        | Ella misma                      | 2 episodios                                  | [ 48 ]        |
| 2009–2013       | 30 Rock              | Nancy Donovan                   | 6 episodios (recurrente)                     | [ 49 ]        |
| 2012            | Game Change          | Sarah Palin                     | Película para televisión                     | [ 50 ]        |
| 2016            | Inside Amy Schumer   | Ella misma                      | Episodio: «Brave»                            | [ 51 ]        |
| 2016            | Difficult People     | Sarah Nussbaum                  | Episodio: «High Alert»                       | [ 52 ]        |
| 2017            | Nightcap             | Ella misma                      | Episodio: «Single White Staci»               | [ 53 ]        |
| 2021            | La historia de Lisey | Lisey Landon                    | Protagonista; 8 episodios                    | [ 54 ]        |
| 2024            | Mary & George        | Mary Villiers                   | Protagonista (miniserie)                     | [ 55 ]        |
| 2025            | Sirens               | Michaela Kell                   | Protagonista (miniserie)                     | [ 56 ]        |

### Videojuegos
| Año  | Título                       | Personaje           | Notas                                                | Ref(s). |
| 1997 | Chaos Island: The Lost World | Sarah Harding (voz) | Basado en la película: The Lost World: Jurassic Park | [ 57 ]  |

## Premios

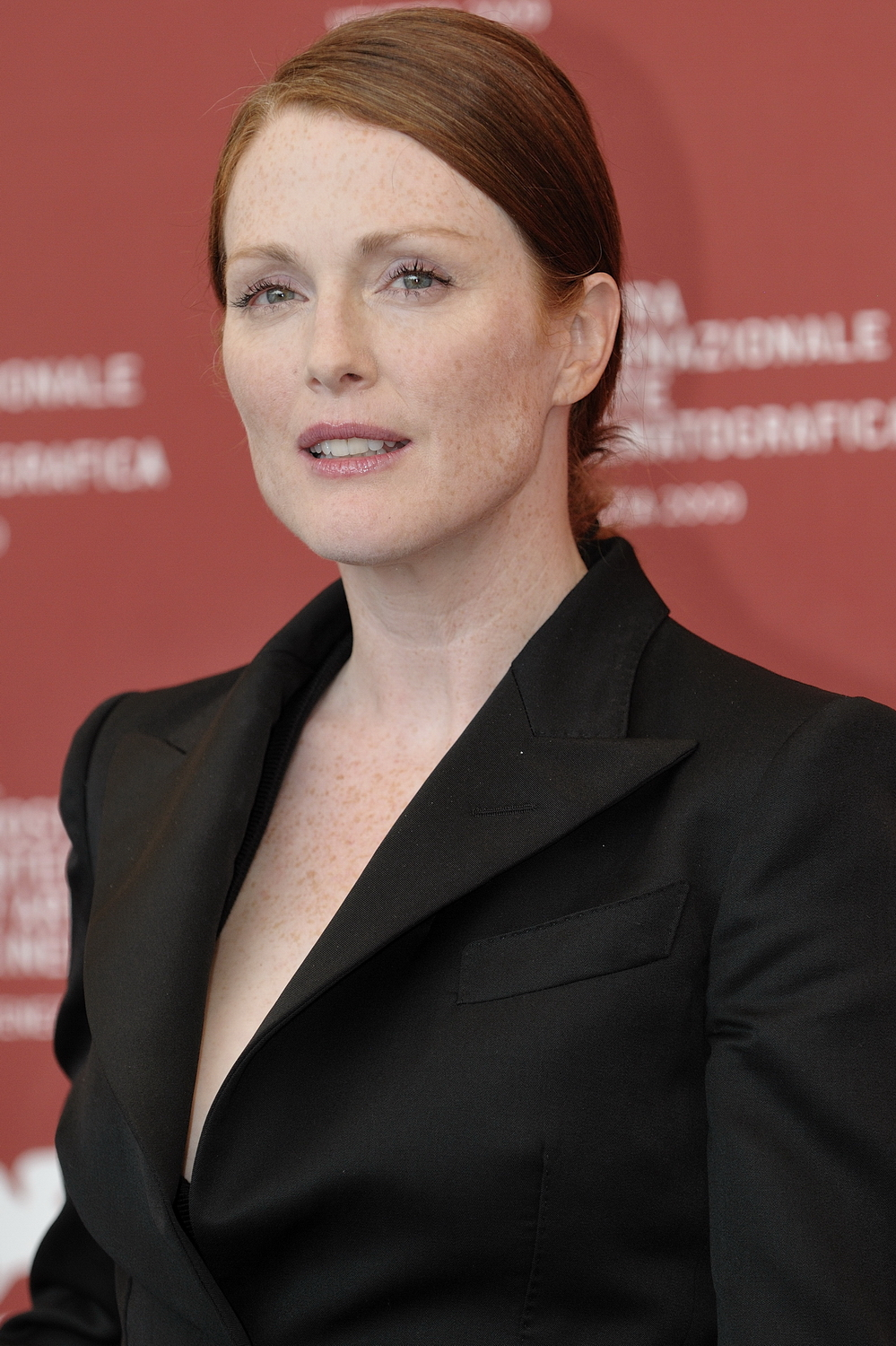
En la 66.ª Muestra de Venecia.

Moore ha sido reconocida por la Academia de Artes y Ciencias Cinematográficas por las siguientes actuaciones:
- 70.º Premios Óscar (1998): Nominada a mejor actriz de reparto, por Boogie Nights
- 72.º Premios Óscar (2000): Nominada a mejor actriz, por The End of the Affair
- 75.º Premios Óscar (2003): Nominada a mejor actriz, por Far from Heaven
- 75.º Premios Óscar (2003): Nominada a mejor actriz de reparto, por The Hours
- 87.º Premios Óscar (2015): Ganadora a mejor actriz, por Still Alice [58]

Además Moore, ha ganado dos premios Globo de Oro por sus papeles de Sarah Palin en Game Change y de Alice en Still Alice; dos premios del Sindicato de Actores de sus 11 nominaciones y un premio Primetime Emmy por sus papel en televisión en la miniserie: Game Change. Cuenta, a su vez, con un premio BAFTA de sus 5 nominaciones y con un premio AACTA por su papel en Still Alice.